# Origem dos romenos
A origem dos romenos é um dos tópicos mais polêmicos e politizados da etnologia. De acordo com o protocronismo popular (dominante), estes são os descendentes diretos dos dácios e romanos. De acordo com os oponentes dessa teoria dominante, em um total de três variedades, ela não resiste a críticas.
Não há dúvida de que os precursores dos romenos modernos são os chamados Valáquios.[carece de fontes?] A questão se resume a quem e o que são os Valáquios.
O fato é que a Romênia moderna não tem sua própria história política medieval e fazia parte da chamada Bulgária transdanubiana, e a língua era o búlgaro médio, assim como a escrita até o século XVIII.  Hoje, a língua romena faz parte da União dos Idiomas dos Balcãs.

A historiografia búlgara aborda cuidadosa e politicamente corretamente a questão no contexto do precedente e da disputa pela identidade com os macedônios. 

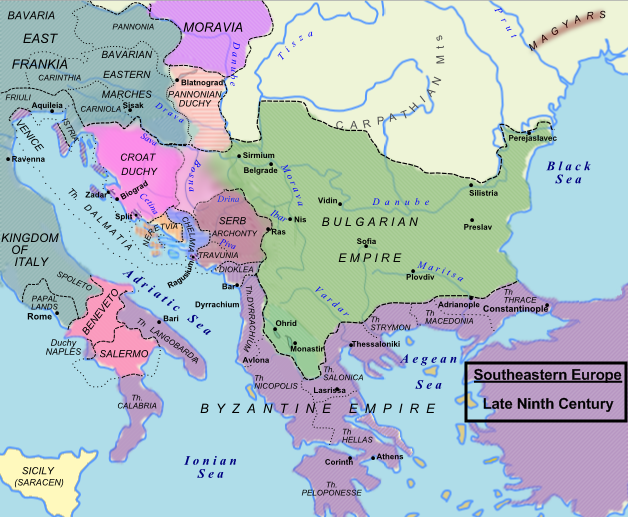
Primeiro Império Búlgaro
Segundo Império Búlgaro